# Novi Avion
Novi Avion (serb. Нови авион) – niezrealizowany projekt jugosłowiańskiego wielozadaniowego samolotu bojowego.

## Historia
Prace nad nowym samolotem rozpoczęto w połowie lat 80. ubiegłego wieku w oparciu o decyzję władz państwowych i dowództwa sił zbrojnych. Jugosławii. Miał to być naddźwiękowy, wielozadaniowy samolot bojowy zdolny zarówno do ataków na cele naziemne oraz do walki z innymi nieprzyjacielskim maszynami. Opierając się na analizie innych, opracowywanych w owym okresie na świecie samolotów ustalono, że nowy wielozadaniowy myśliwiec powinien charakteryzować się między innymi stosunkiem ciągu do masy startowej wynoszącym 1 : 1, prędkością maksymalną na wysokości 6000 m - 1,4 - 1,6 Ma a na wysokości 11 000 m - 1,8 Ma i promieniem zakrętu 3000 metrów (przy prędkości katowej 24°/s). Głównym wykonawcą projektu samolotu został Lotniczy Instytut Techniczny (Vazduhoplovno Tehnički Institut) mieszczący się w miejscowości Žarkovo koło Belgradu. Pomimo prowadzenia polityki samowystarczalności w dziedzinie konstrukcji i produkcji uzbrojenia, nowy samolot był wyzwaniem technologicznym, które wymagało ścisłej współpracy z zagranicznymi producentami. Do współpracy zaproszono francuską wytwórnie Dassault-Breguet. Przy projektowaniu samolotu wykorzystano doświadczenia uzyskane podczas prac nad samolotem Dassault Rafale. Widać to w ogólnym układzie konstrukcyjnym jugosłowiańskiej maszyny. Novi Avion przypomina jednosilnikowego Rafale. Do napędu samolotu początkowo planowano wykorzystać silniki General Electric, Prat & Whitney lub Rolls-Royce jednak konsekwencją udziały francuskiego kooperanta był wybór silnika Snecma M88Y, jugosłowiańskiej wersji jednostki użytej do napędu Rafale. Szacowany w 1990 roku koszt całego  programu w 1990 roku miał zamknąć się sumą 150 - 200 mln dolarów w okresie kolejnych 10 lat. Planowano, że nowy samolot zastąpi używane przez Jugosłowiańskie Siły Powietrzne myśliwskie MiG-21 i szturmowe Soko J-21 Jastreb. Dziewiczy lot samolotu planowany był na 1992 roku niestety dla projektu rozpad kraju na początku lat 90. przekreślił szanse na kontynuowanie prac.

## Konstrukcja
Novi Avion miał być jednomiejscowym, wolnonośnym średniopłatem napędzanym pojedynczym silnikiem turbowentylatorowym z dopalaczem. Samolot pozbawiony był klasycznego statecznika poziomego, jego rolę przejęło przednie usterzenie poziome. W celu zapewnienia dużej sprawności w pełnym zakresie prędkości a zwłaszcza przy małych prędkościach, zastosowano skrzydło o trapezowym obrysie z załamaną krawędzią natarcia. Kabina urządzona według wymogów glass cockpit z trzema kolorowymi wyświetlaczami. Trójzespołowe, chowane podwozie z przednim podparciem. Dopływ powietrza do silnika miał być zamontowany podobnie jak to ma miejsce w samolocie Rafale, w postaci dwóch wlotów po obu stronach kabiny pod krawędzią natarcia przedniego usterzenia poziomego łączących się w jeden wspólny kanał doprowadzający powietrze do silnika. Rozważano również projekt w postaci pojedynczego wlotu powietrza umieszczonego pod kadłubem podobnie jak to ma miejsce w samolocie General Dynamics F-16 Fighting Falcon. Samolot miał być uzbrojony w jedno działko kalibru 30 mm oraz posiadać jedenaście węzłów do podwieszania uzbrojenia zewnętrznego.